# Tineke Bartels
Tineke Bartels (n. 6 februarie 1951, Eindhoven, Țările de Jos) este o sportivă ce a reprezentat Regatul Țărilor de Jos, medaliată olimpică. A participat la 4 ediții ale Jocurilor Olimpice (1984, 1988, 1992, 1996) în care a câștigat o medalie de argint.